# ديفيد إل. دونلاب
ديفيد إل. دونلاب (بالإنجليزية: David L. Dunlap)‏ هو لاعب كرة قدم أمريكية أمريكي، ولد في 7 ديسمبر 1877 في آيوا في الولايات المتحدة، وتوفي في 9 يوليو 1954.